# De tranquillitate animi
El De tranquillitate animi (conocido en español con el título traducido de varias maneras: Sobre la tranquilidad del espíritu, De la serenidad del alma, Acerca de la tranquilidad del ánimo, etc.) es el séptimo de los diálogos de Lucio Anneo Séneca, que trata sobre la ataraxia.
La obra forma parte de una larga tradición de literatura filosófica sobre la ausencia de toda pena o turbación, desde Demócrito a los estoicos y de los epicúreos a Pirrón.
Consta de dos partes:  "In sapientem non cadere injuriam" es la primera; la segunda es "De constantia sapientis".
Fue dedicado a Anneo Sereno, prefecto de la guardia nocturna de Nerón.

## Contenido
Si queremos conseguir la tranquilidad del ánimo, Séneca recomienda una vida austera, ajena al lujo excesivo e inútil. También aconseja elegir cuidadosamente nuestras compañías, ya que si elegimos aquellos que están corrompidos por los vicios, estos se extenderán a nosotros. La austeridad es el principal elemento para la tranquilidad del ánimo; tenemos que aprender a saber contenernos, a enfrenar la demasía, a templar la gula, a mitigar la ira, a mirar con buenos ojos la pobreza y a reverenciar la templanza. Séneca compara el despilfarro de aquellos que tienen mucho y no saben disfrutarlo con aquella persona que posee una gran biblioteca y ni siquiera ha pasado del índice.
La ataraxia del sabio brota directamente de su mayor conocimiento. El problema gnoseológico está en la base de toda posible armonía psicológica; la completa seguridad y el autárquico poder excluyen las sorpresas y los afectos malsanos. Sólo el razonamiento, la precaución, la previsión pueden crear en el hombre esa atmósfera idílica de paz.
Para Séneca, contrariamente a lo que sostienen los epicúreos, la ataraxia no es goce refinado de placeres físicos y espirituales, sino total ausencia de la pasión, de turbaciones que trastornan al hombre que es, por definición, racional.
En esta obra hay un profundo pesimismo: el filósofo, aún conservando su tranquilidad de espíritu, no odia a la humanidad por su injusticia, vileza, estupidez y corrupción. No cree que su época sea peor que las precedentes, no cree ser razonable el quejarse a cada momento de estos males, es más razonable reírse de ellos. Las pasiones, como los dolores, son una ley de la naturaleza humana; despreciar u odiar a los hombres porque son malos es como si nos indignásemos contra ellos porque están sujetos a la enfermedad; precisamente por ser infelices y pecadores debemos amarlos más.